# Autopista M25 (Reino Unido)

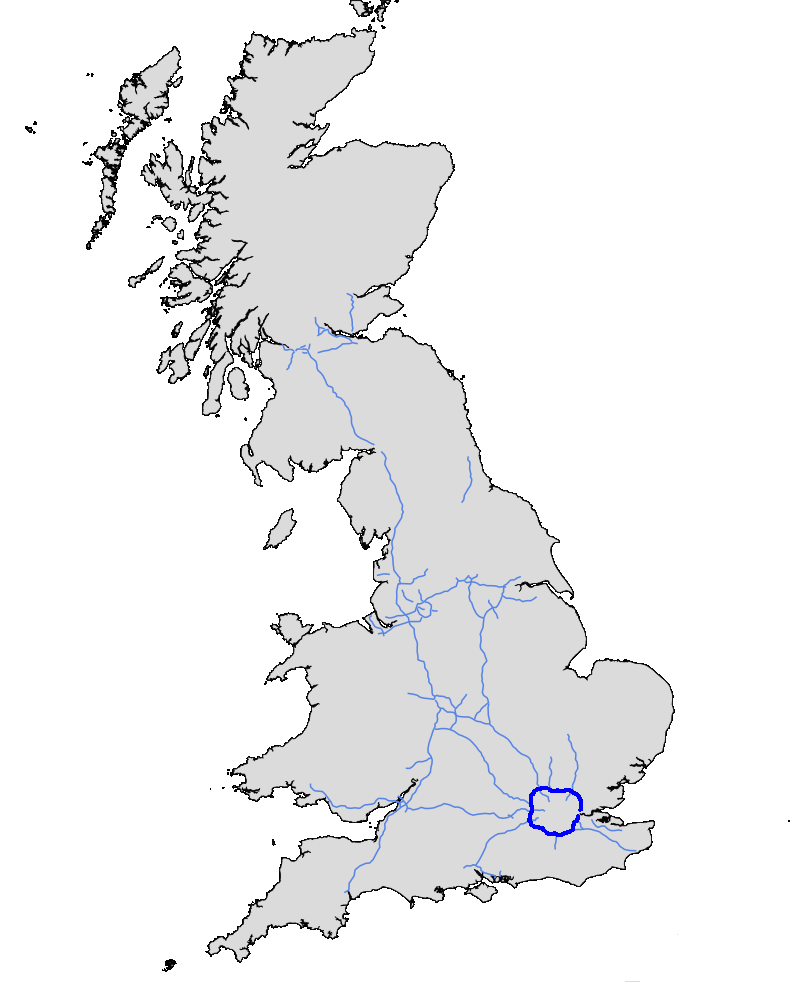
Localización de la M25 en Gran Bretaña.

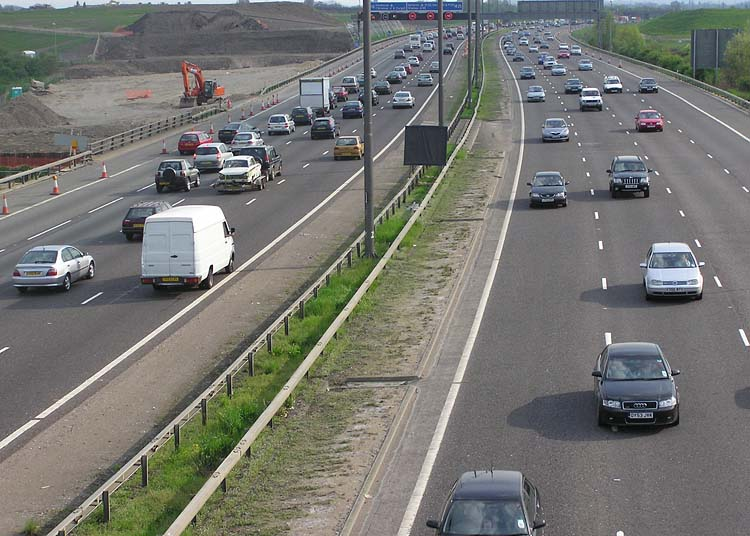
La autopista M25 en dirección sur cerca del Aeropuerto de Heathrow.

La autopista M25 (en inglés, M25 motorway  o London Orbital) pertenece a la red de autopistas del Reino Unido. Es una autopista de circunvalación con un recorrido de 195,5 km que rodea prácticamente a Londres, salvo en un tramo al este entre Thurrock y Dartford (Dartford Crossing), que une ambos márgenes del Támesis, en el que se convierte en la carretera A282. Se la considera como una de las circunvalaciones más largas del mundo y, en Europa, es la segunda circunvalación más larga tras la A 10 de Berlín, que la supera en 8 km.

## Características
En la mayoría de su recorrido, la autopista tiene seis carriles (tres por sentido), habiendo varios tramos cortos de cuatro carriles y, en la parte suroeste, un tramo de ocho carriles que comprende aproximadamente una sexta parte de toda su longitud. La autopista fue ampliada a diez carriles entre los enlaces 12 y 14, y a doce carriles entre el 14 y 15, en noviembre de 2005. La Highways Agency tiene planeado ampliar casi todos los tramos que quedan de la M25 a ocho carriles.
Es una de las autopistas más transitada de Europa, con un récord de 196.000 vehículos en 2003 entre los enlaces 13 y 14, cerca del Aeropuerto de Heathrow , aunque significantemente menos que los 257.000 vehículos por día registrados en 2002 en la autopista A4 en Saint-Maurice, a las afueras de París  Archivado el 27 de septiembre de 2011 en Wayback Machine., o los 216.000 vehículos por día en 1998 en la autopista A 100 cerca de Funkturm, en Berlín .
La M25 no es continua del todo. Al este de Londres, el peaje que cruza el Támesis entre Thurrock y Dartford, es la carretera A282. Dartford Crossing, que consiste en dos túneles y el puente QE2 (Queen Elizabeth II), se le denomina Canterbury Way. El paso a través del puente y los túneles está sujeto a una tarifa que depende el tipo de vehículo. El designar este tramo como autopista significaría que los vehículos no autorizados para transitar por autopistas no podrían cruzar el río por el este de Woolwich y tendrían que ser desviados a la alternativa más cercana, el túnel de Blackwall.
La distancia de la autopista desde el centro de Londres (tomada desde Charing Cross) varía desde aproximadamente 20 km, cerca de Potters Bar, hasta 32 km, cerca de Byfleet. En algunos lugares (Enfield, Hillingdon y Havering) los límites del Gran Londres se han adecuado a la M25, mientras que en otros, el más notable es Surrey, está distante a varios kilómetros. North Ockendon es el único asentamiento del Gran Londres que se encuentra fuera de la M25. En 2004, tras una consulta, la Asamblea de Londres realineó el límite del Gran Londres para adaptarlo a la M25. 
Dispone de tres áreas de servicio, localizadas en el norte (South Mimms), sureste (Clacket Lane) y este (Thurrock).
- Datos: Q19872
- Multimedia: M25 motorway / Q19872